# Erich Rackwitz

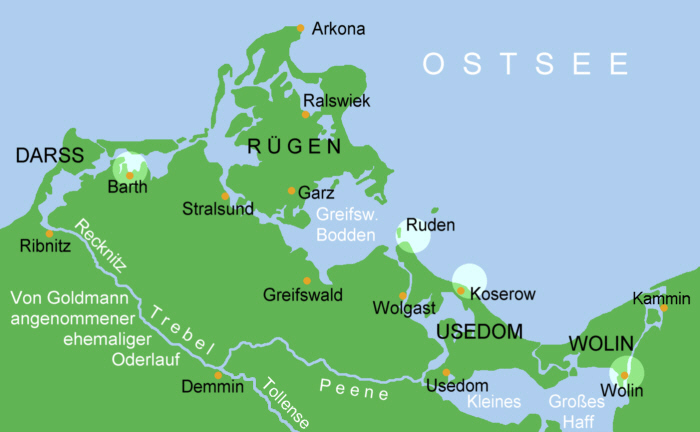
In Barth kam Rackwitz mit der Vineta-Sage in Berührung. Er identifizierte Vineta mit der Jomsburg und lokalisierte sie nicht auf Wollin, sondern an der Peene-Mündung

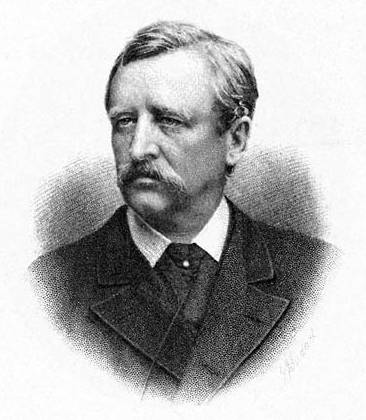
Nordenskiöld, dem Bezwinger der Nordostpassage, widmete Rackwitz Erwähnungen in zwei seiner Bücher („Fremde Pfade – unbekannte Meere“ und „Versunkene Welten – ferne Gestade“)

Erich Rackwitz (* 13. November 1908 in Berlin, Deutsches Reich; † 15. September 1992 in Rangsdorf, Deutschland) war ein deutscher Jugendbuchautor und Reporter.

## Werdegang
Erich war der Sohn eines Formers und machte von 1924 bis 1928 eine Ausbildung zum Tresorschlosser. Anschließend besuchte er die Volkshochschule und 1929 die Marxistische Arbeiterschule und wurde Mitglied der KPD. Von 1929 bis 1932 besuchte er als Gasthörer die Deutsche Hochschule für Politik und 1936 bis 1940 das Technikum in Berlin und Barth. Während des Krieges arbeitete er zunächst als Maschinenbauingenieur, wurde aber kurz vor Kriegsende 1945 doch noch eingezogen und geriet als Soldat in sowjetische Gefangenschaft, wo er die Antifaschule besuchte.
Seit 1946 war er Mitarbeiter, ab 1950 Redakteur beim Berliner Rundfunk, wo er seine 19 Jahre jüngere Frau Irene kennenlernte. Statt im zerstörten Berlin ließ er sich 1951 als freiberuflicher Journalist im brandenburgischen Rangsdorf nieder, seit 1952 arbeitete er als freischaffender Schriftsteller.

## Literarisches Schaffen
Rackwitz beschäftigten vor allem technische Themen, wissenschaftliche Pioniere sowie große Entdecker. Seine populärwissenschaftlichen Bücher sollten der Erziehung und Bildung der Jugend dienen. Bereits sein erstes, zusammen mit Hans Oliva-Hagen verfasstes Buch „Asphalt, Tempo, Silberpfeile“ wurde 1953 ein Erfolg. Seine kulturhistorische Reportage „Reisen und Abenteuer im Zeppelin“ (für die er u. a. 1950 in Friedrichshafen den Luftschiffkonstrukteur Hugo Eckener interviewt hatte) wurde 1955 zum Bestseller.
Sein 1959 veröffentlichtes Werk „Fremde Pfade – unbekannte Meere“ wurde 1960 in der DDR mit dem 1. Preis des Ministeriums für Kultur im Wettbewerb zur Förderung der sozialistischen Kinder- und Jugendliteratur ausgezeichnet und in mehrere Sprachen übersetzt. Als Fortsetzung verfasste Rackwitz 1963 „Versunkene Welten – ferne Gestade“, worin er sich u. a. Atlantis und seinem späteren Lieblingsgebiet Vineta widmete.

## Werke
- Asphalt, Tempo, Silberpfeile (1953), zusammen mit Hans Olivia-Hagen
- Reisen und Abenteuer im Zeppelin . Nach Tagebuchaufzeichnungen von Dr.Hugo Eckener. Verlag Neues Leben, Berlin (1955)
- Das große Wagnis (1957)
- Die Sowjetunion von A–Z (1957), zusammen mit Hans Olivia-Hagen
- Die Zukunft ist unser (1959)
- Fremde Pfade – unbekannte Meere (1959)
- Versunkene Welten – ferne Gestade (1964)
- Abenteuer Sibirien (1965)
- Das Geheimnis um Vineta (1970)
- Die unsere Welt verändern helfen – 100 Jahre Geschichte in Geschichten (1971), zusammen mit anderen Autoren
- Die eisernen Pferde (1973), Herausgeber